# Constanze Manziarly

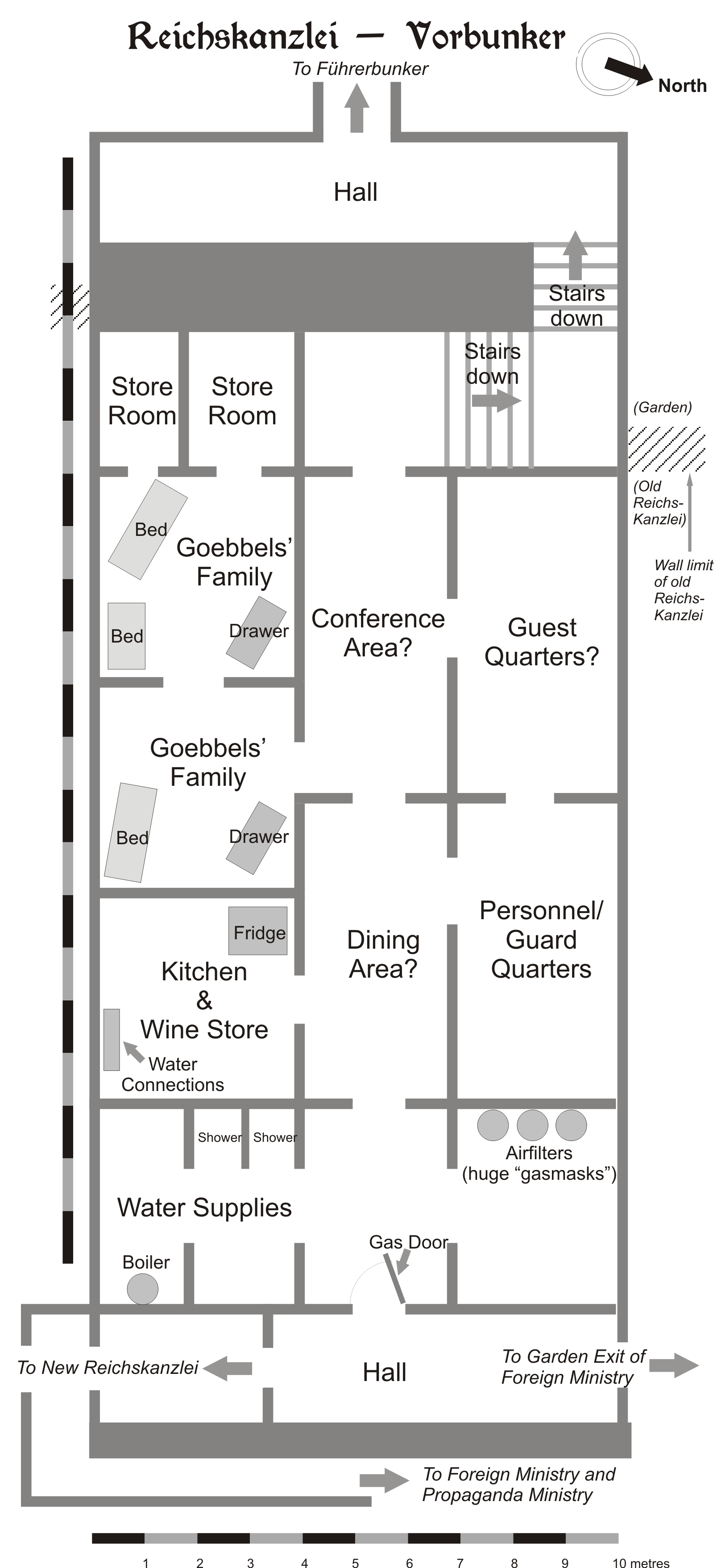
Rikskansliets förbunker.

Constanze Manziarly, född 14 april 1920 i Innsbruck, Österrike, död förmodligen 2 maj 1945 i Berlin, Tyskland, var en tysk kokerska och dietist. Hon var Adolf Hitlers dietkokerska från 1944 till 1945.

## Biografi
Manziarly avlade examen vid en hushållsskola och blev 1943 dietassistent vid kuranstalten Zabel i Bischofswiesen i Oberbayern. Hon lärde där känna en av Hitlers sekreterare, Christa Schroeder, och anställdes i maj 1944 som dietkokerska vid Führerhauptquartier i Wolfsschanze. När Hitler i mitten av januari 1945 flyttade in i Führerbunkern, följde hon honom och stannade i bunkern till den 1 maj 1945. Manziarly tillagade Hitlers mat i ett kök beläget i den övre bunkern, kallad förbunkern. Där fanns även två livsmedelsförråd.
Den 30 april 1945 begick Hitler och Eva Braun självmord. På kvällen dagen därpå lät Joseph och Magda Goebbels förgifta sina barn och begick därefter självmord. De kvarvarande personerna i bunkern gjorde då utbrytningsförsök gruppvis. I den första gruppen, som lämnade bunkern omkring klockan 22.00 den 1 maj, ingick bland andra Manziarly, Wilhelm Mohnke, Otto Günsche, Walther Hewel och Hitlers tre sekreterare, Gerda Christian, Else Krüger och Traudl Junge. Gruppen försökte förgäves nå de tyska linjerna. Traudl Junge skriver i sina memoarer att hon såg Manziarly gå ner i en tunnelbanenedgång i sällskap med två sovjetiska soldater. Därefter försvann Manziarly spårlöst. Enligt Junge begick Manziarly förmodligen självmord.
I den tyska filmen Undergången från 2004 spelas Constanze Manziarly av Bettina Redlich.